# ハンス・ハインリヒ・ラマース
ハンス・ハインリヒ・ラマース（Hans Heinrich Lammers、1879年5月27日 - 1962年1月4日）は、ドイツ国の政治家、官僚。ヒトラー内閣の無任所大臣、首相官房長官を務めた。マルティン・ボルマンと共にアドルフ・ヒトラーの側近として権勢を振るった。姓は「ランメルス」と訳されることもある。親衛隊の最終階級は、親衛隊名誉中将。

## 来歴

### 生い立ち
上シレジアのルブリニッツ（現在のポーランド領ルブリニェツ）に出生。父は獣医であった。ブレスラウ大学やハイデルベルク大学に通い、1904年に法学博士の学位を取得した。1907年に司法試験に合格し、1912年にはボイテンで裁判官となった。1913年4月29日、グリツィヴェ・エルフリーデ・テペルと結婚し、1914年と1918年にそれぞれ娘を生んだ。
第一次世界大戦の際には出征して一級鉄十字章と二級鉄十字章を受章するが、1917年に戦傷のため左目を失明した。
戦後は弁護士として活動し、ドイツ国家人民党に入党。1920年に内務省に入省し、1922年にはヴィルヘルム・クーノ内閣で内務次官となっている。保守主義者だったラマースはドイツ社会民主党(SPD)の政治家を嫌悪し、ヴァイマル共和政に対しても拒否感を抱いており、そのため1928年に内務大臣カール・ゼーフェリンク（SPD党員）に叱責を受けた。

### ナチ党幹部

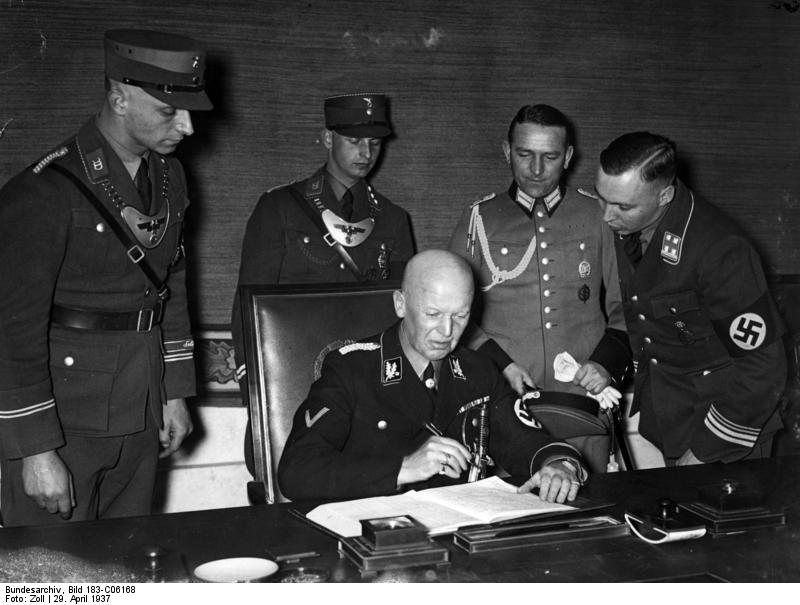
1937年、執務中のラマース

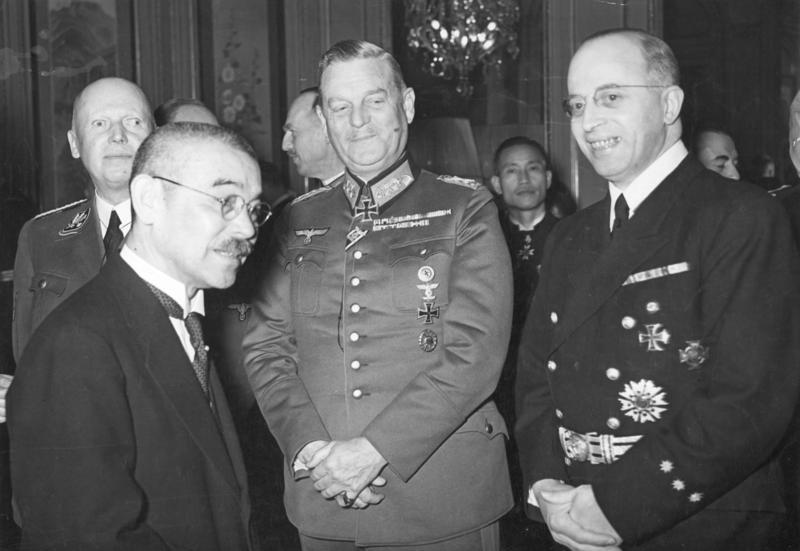
1941年3月28日、ベルリン訪問中の松岡洋右外相を迎えるラマース（左端）、ヴィルヘルム・カイテル（中央）、ハインリヒ・ゲオルク・スターマー（右）

1932年3月1日に国家社会主義ドイツ労働者党（ナチ党）に入党（党員番号1,010,355）。すぐさま党の幹部となり、9月24日にプロイセン州で開催された党集会にヨーゼフ・ゲッベルスと共に出席し、党幹部としての活動を開始する。1933年のナチ党の権力掌握後には首相官房長官・国務長官の職責が与えられた。同時に内相ヴィルヘルム・フリックの推薦で、全政府機関の主席法律顧問に任命された。
1937年からヒトラー内閣の無任所大臣に就任し、1939年11月30日には国防閣僚会議のメンバーとなった。同時期にT4作戦にも関与している。ラマースはこうした立場に基づき、全政府機関から連絡と諮問を受けると同時に、全ての政治文書をヒトラーに届く前に検閲することが出来、政権内で影響力を持った。官僚たちにとって、彼はヒトラーに代わりドイツの権威を代表する存在として映り、歴史家のマルティン・キチンは、これらの点からラマースを「ナチス・ドイツにおける最重要人物の一人」と述べている。
1933年9月29日には親衛隊（SS）の名誉指導者ともなり、親衛隊上級大佐の階級が与えられた。1935年4月20日に親衛隊少将、1938年1月30日に親衛隊中将、1940年4月20日に親衛隊大将と昇進している。

### 権勢の低下

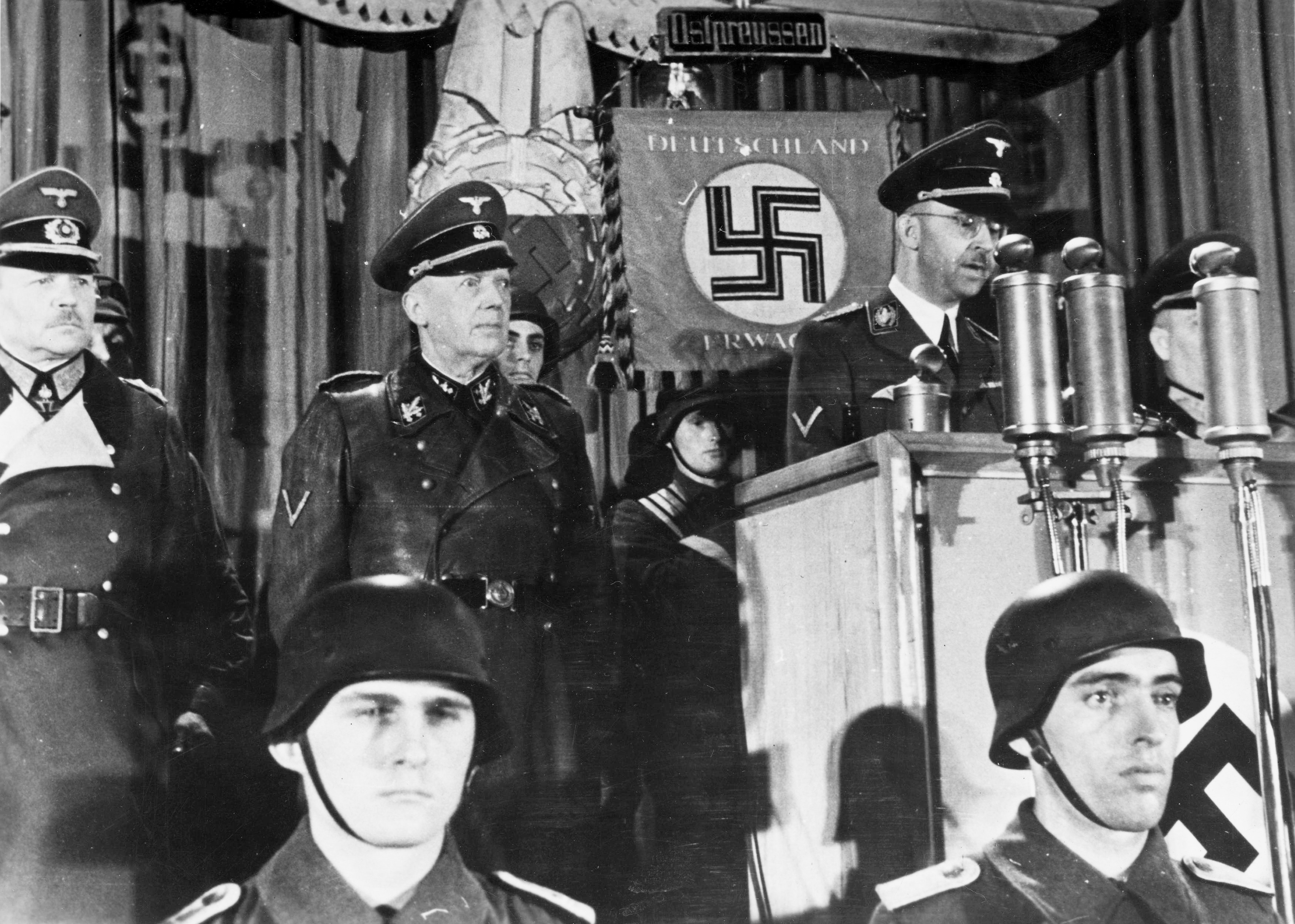
1944年10月、国民突撃隊に訓示を述べるヒムラー（右）に同席するラマース（中央）とグデーリアン（左）

1943年1月からはヒトラー不在の閣議においては、ラマースが彼の代理とすることと定められた。彼は党官房長マルティン・ボルマンとともにヒトラーの面会相手をコントロールしたため、強大な権力を持った。同年の公用文書で「大ドイツ国（Großdeutsches Reich）」の国号を初めて用いたのも、ラマースによるものであった。スターリングラード攻防戦後の1943年2月には、ボルマンとラマースは、党を代表するボルマンと政府を代表するラマースと軍を代表するヴィルヘルム・カイテルによる「三人委員会」を創設した。しかし、ゲッベルスやアルベルト・シュペーア、ヘルマン・ゲーリング、ハインリヒ・ヒムラーなど他のナチ党幹部に警戒されて、1944年に解散した。さらに、戦局の悪化で党・軍・官庁の連携が失われていったことでラマースの影響力は低下し、反対にボルマンの影響力は増大していった。
大戦末期の1945年4月24日、ラマースはゲーリングの「反逆」に関与した容疑で逮捕された。これはボルマンの陰謀であった可能性があるが、ヒトラーは銃殺に反対したため命は助かった。彼は5月にアメリカ軍によって解放されたが、オーバーザルツベルクにいた妻エルフリーデはこの拘束の最中に自殺しており、2日後には娘イルゼも自殺した。解放後、ラマースはゲーリングをはじめとする党と軍の幹部と共に、モンドルフ＝レ＝バンのアシュカン収容所に収容された。

### 死去

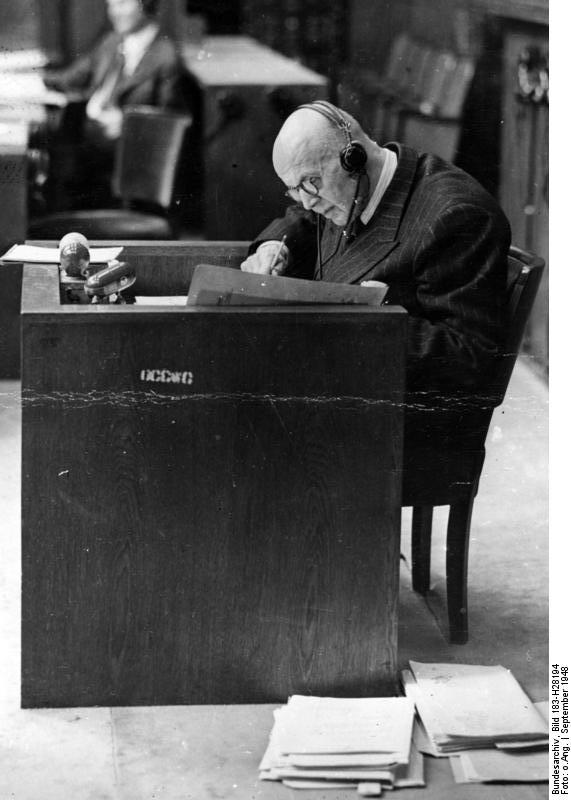
ニュルンベルク裁判に出廷したラマース

敗戦後の1946年4月8日から9日にかけて、ニュルンベルク裁判の証人として出廷した。その後は彼自身も戦争犯罪と人道に対する罪でニュルンベルク継続裁判の1つ「大臣裁判」にかけられ、1949年4月11日に懲役20年の判決を受けた。1951年1月31日に駐ドイツ高等弁務官ジョン・J・マクロイの指示により10年に短縮された後、さらに恩赦されて12月16日には釈放された。
1962年にデュッセルドルフで死去し、妻子の墓があるベルヒテスガーデンに埋葬された。